# Wasserburg Asenheim
Die Wasserburg Asenheim, auch Esenheim genannt, ist eine abgegangene Wasserburg auf einem Hügel fünf Kilometer nordnordöstlich der Stadt Riedlingen, südöstlich des Esendorfer Waldes im baden-württembergischen Landkreis Biberach.
Die ehemalige Wasserburg, umgeben von einem kreisrunden Wassergraben wurde 1424 im Besitz des Klosters Zwiefalten erwähnt. Von der ehemaligen Burganlage ist der Burghügel mit einem Durchmesser von 20 Meter noch erhalten.